# آبزرور رومی
آبزرور رومی (L'Osservatore Romano) (Unicuique suum)، روزنامه شهر واتیکان است که در مورد فعالیت‌های سریر مقدس و رویدادهایی که در کلیسای کاتولیک و جهان رخ می‌دهد، گزارش می‌دهد.